# Sommarens tolv månader
Sommarens tolv månader är en svensk TV-film (sci-fi/skräck) från 1988, med manus och regi av Richard Hobert. Hans Mosesson spelade huvudrollen.
I filmen, som är en dyster framtidsvision, vill Richard Hobert behandla de miljöproblem som Sverige brottades med under tidsperioden, och diskussionen kring människans påverkan på naturen är en central del av filmen. 
Hobert sade om filmen "Jag skrev Sommarens tolv månader som ett framtidsdrama, men under inspelningens gång kände vi alla starkt hur verkligheten kröp allt närmare filmens berättelse, och när den nu visas utspelar den sig inte längre i en nära framtid utan i ett nästan nu."
Filmen blev 1989 utvald till bästa långfilm både på Banffs Internationella TV-festival i Kanada och Salernos Internationella Filmfestival i Italien.
Musiken gjordes av Åke Parmerud.

## Handling
Projektledarna för ett hemligt försöksområde i ödemarken har informerats om att en man har diagnosticerats med afasi. De härleder problemet till en "psykisk reaktion i området" till följd av "Projekt 7341 - Klimatförbättring". De beslutar därför att omedelbart utrymma all personal omedelbart och att rekrytera sex byggnadsarbetare.
Byggarbetaren Roger och hans kollega Lars är båda familjefäder som lever ett liv som resande byggnadsarbetare på storbyggen världen över. De erbjuds på vintern tio årslöner för att under ett års tid utföra ett hemligt arbete. De uppmanas att inte avslöja något för någon, inte ens för familj eller vänner och de får inte ställa några frågor om vad de bygger eller varför.
De båda männen packar sina väskor och tar farväl av sina familjer. Vid färden mot området möts de av personal och ombeds ta på sig ögonbindlar. När de närmat sig området och tagit av sig sina ögonbindlar upptäcker de att det är högsommar mitt i vintern. De möter andra hantverkare som rekryterats, bland annat en elektriker med en Sensitiva-blomma som han säger kommer varna dem vid fara. De märker att det vilar en mörk hemlighet över paradiset de befinner sig i.
När Roger slutligen lämnar området framkommer det att även han drabbats av samma språkstörning.

## Rollista
- Hans Mosesson som Roger
- Bergljót Arnadóttir som Vanja
- Göran Stangertz som Lars
- Kajsa Reingardt som Monika
- Halvar Björk som Elektrikern
- Pierre Lindstedt som Bryggarn
- Eddie Axberg som Kalle Maraton
- Pär Ericson som Teknikern
- Bernt Ström som Platschefen
- Ove Tjernberg som Efterträdaren
- Sven Lindberg som Projektledaren
- Björn Kjellman som Unge Roger

### Fotnoter
1. ↑  Ulrika By (18 oktober 2011). ”På drift med Richard Hobert”. Dagens nyheter. http://www.dn.se/livsstil/pa-drift-med-richard-hobert/. Läst 30 april 2016.
2. ↑  ”Sommarens tolv månader (1988) – Svensk Filmdatabas”. http://www.svenskfilmdatabas.se/sv/item/?type=film&itemid=32329. Läst 15 augusti 2019.